# Южно-Какможський
Ю́жно-Какмо́жський (рос. Южно-Какможский) — присілок (у минулому селище) у Вавозькому районі Удмуртії, Росія.
Колишня назва Южний.

## Населення
Населення — 76 осіб (2010; 172 в 2002).
Національний склад (2002):
- росіяни — 49 %
- удмурти — 46 %

## Господарство
Присілок є вузлом колишньої Какмозької вузькоколійної залізниці. У поселенні знаходилося залізничне депо та станція Лиштанка. Головна дорога проходила сюди з півночі від села Какмож (звідси і назва).
Урбаноніми:
- вулиці — Західна, Клубна, Піонерська, Східна, Центральна, Шкільна